# Ani Kavafian
Ani Kavafian   (Istanbul, 10 de maig de 1948) és una violinista clàssica turca i professora de l'Escola de Música de Yale, d'origen armeni.
Nascuda a Istanbul d'herència armènia, Ani Kavafian va començar classes de piano a l'edat de tres anys. Després d'emigrar als Estats Units el 1956, va començar els estudis de violí a Detroit, Michigan amb Ara Zerounian i després amb Mischa Mischakoff. Va estudiar a l'Escola Juilliard amb Ivan Galamian rebent un Màster en Ciències. El 1973, va ser guanyadora de les Audicions Internacionals d'Artistes de Concerts Joves, on actualment és presidenta de la seva Associació d'Antics Alumnes. El 1979, va rebre l'"Avery Fisher Career Grant". El mateix any, es va convertir en membre de la "Chamber Music Society del Lincoln Center"; Continua recorrent els Estats Units, Canadà i Europa amb CMS. La seva afiliació amb ells és la que ha tingut una durada més llarga de qualsevol artista de la Societat.
Ha aparegut amb la Filharmònica de Nova York, les orquestres de Filadèlfia i Cleveland, així com les orquestres de cambra de Los Angeles i Saint Paul. Com a concertista, ha actuat al "Carnegie Hall" de Nova York i "Alice Tully Hall", així com en diversos llocs dels Estats Units. Ani i la seva germana, la violinista Ida Kavafian han actuat juntes per tot el país en recitals i com a solistes amb diverses orquestres.
Al llarg dels anys, Ani ha ensenyat a la "Mannes School of Music" i a la "Manhattan School of Music, Queens College, McGill University", i a la "Universitat Stony Brook". Va ser nomenada professora titular en la Pràctica del Violí a la Universitat Yale el 2006. Kavafian està en gran demanda com a professor visitant realitzant classes magistrals a tot el país i en línia, així com tallers a Corea, Japó i Xina.
Ani Kavafian està casada amb l'artista Bernard Mindich. El seu instrument és el 1736 "Muir-McKenzie" Stradivarius.

## Premis
- Premi "Inspirador Yale", 2018
- Premi Interlochen "Camí d'Inspiració", 2003
- Avery Fisher Career Grant, 1976 (1976)
- Joves Concertistes, 1973
- Gremi d'Artistes de Concerts, 1971

## Discografia
Aquesta llista és incompleta; podeu ajudar afegint elements que falten amb fonts fiables.
- "Ani Kavafian with Charles Wadsworth" en obres de Fritz Kreisler (Societat del Patrimoni Musical, 1975)
- Wolfgang Amadeus Mozart: Duo per a violí i viola / Moritz Moszkowski: Suite per a violí i piano / Pablo de Sarasate: Navarra per a dos violí i piano. Ida Kavafian, violí, viola; Ani Kavafian, violí; Jonathan Feldman, piano (Nonesuch, 1986)
- Henri Lazarof: Divertimento III per a violí sol & cordes. Ani Kavafian, violí; Gerard Schwarz, direcció Simfònica de Seattle (JVC Music, 1998)
- "La música de cambra de Claude Debussy." La Societat de Música de Cambra del Lincoln Center (Delos International, 2000)
- Tod Machover: Trilogia d'hipercadenació. Matt Haimovitz, hipercello; Kim Kashkashian, hiperviola; Ani Kavafian, hiperviolina; amb la veu de Carol Bennett; Gil Rose, dirigints la Boston Modern Orchestra Project (Oxingale Records, 2003)
- Johann Sebastian Bach: Sis Sonates per a violí i fortepiano. Ani Kavafian, violí; Kenneth Cooper, fortepiano. (Kleos Classics, 2004)
- Wolfgang Amadeus Mozart: Sonates per a violí K. 301, K. 378, K. 380 i K. 526. Ani Kavafian, violí; Jorge Federico Osorio, piano (Artek, 2006)
- Arnó Babadjanian: Trio per a piano / Sonata per a violí. Avo Kuyumjian, piano; Ani Kavafian, violí; Suren Bagratuni, violoncel (Marco Polo, 2009)
- Paul Chihara: Música d'amor d'Ani Kavafian (Albany, 2011)
- Aaron Copland: Sextet. La Societat de Música de Cambra del Lincoln Center (Delos Productions Inc. 2012)